# نافيا ساس
نافيا ساس (بالإنجليزية: Navya SAS)‏ هي شركة فرنسية تقوم بتصميم وتصنيع سيارات كهربائية ذاتية القيادة.